# Maryse Joissains-Masini
Pour les articles homonymes, voir Joissains et Masini.
Maryse Joissains-Masini, née Maryse Charton le 15 août 1942 à Toulon, est une femme politique française.
Membre de l’UDF, de l’UMP puis de LR, elle est députée des Bouches-du-Rhône de 2002 à 2012, maire d'Aix-en-Provence et présidente de la communauté d'agglomération du pays d'Aix puis du territoire du Pays d'Aix à partir de 2001. Après vingt ans de mandat, en 2021, elle démissionne de son mandat de maire, invoquant des raisons de santé, puis est rendue inéligible par décision de justice pour prise illégale d’intérêts et détournement de fonds publics.

## Situation personnelle

### Origines
Maryse Charton, née à Toulon, est la fille unique de militants communistes : son père est garde du corps de Maurice Thorez et sa mère guichetière à la Sécurité sociale.

### Vie privée et familiale
Elle est l'épouse d'Alain Joissains, lui-même maire d'Aix-en-Provence de 1978 à 1983, et qui a été son directeur de cabinet de 2001 à 2008. Ils sont séparés depuis 1986, mais n'ont pas divorcé.
Leur fille, Sophie Joissains, est sénatrice de 2008 à 2020, vice-présidente de la Métropole d'Aix-Marseille-Provence depuis 2020 et maire d'Aix-en-Provence depuis 2021.

### Carrière professionnelle
Adhérente à la CGT et au Mouvement des Jeunes communistes, elle entreprend une capacité en droit à la faculté libre de Toulon. Dans le même temps, estimant que « la prospérité économique est incompatible avec le système socialiste », elle adhère au Parti radical de Jean-Jacques Servan-Schreiber.
À la suite des élections municipales de 1977, et malgré deux annulations successives par le Conseil d'État, son époux, Alain Joissains, conquiert la mairie d'Aix-en-Provence en 1978. Mais à la veille des élections municipales de 1983, alors que le maire sortant est crédité de 66 % d'intentions de vote, éclate l'« affaire Joissains » : le maire est accusé d'avoir financé une partie de la villa de son beau-père avec l'argent de la municipalité. Accusant le « clan Defferre », le couple Joissains se dit victime d'une brigue « politico-médiatique ». Alain Joissains est condamné à 150 000 F d'amende et deux ans de prison avec sursis pour « complicité de recel d’abus de biens sociaux ».
Peu de temps après cette affaire, son père se suicide d'une balle dans la tête à l'âge de 70 ans, et la sénilité atteint sa mère.
Par la suite, Maryse Joissains-Masini traite, dans le cadre de ses activités professionnelles, de dossiers liés à la santé publique. De 1980 à 1983, elle est directrice du bureau d'aides sociales d'Aix-en-Provence. En tant qu'avocate à la cour d'appel d'Aix-en-Provence, elle est partie prenante lors des condamnations de l'État dans l'affaire du sang contaminé et du scandale de l'amiante.

### État de santé
Peu après sa cinquième élection à la mairie d’Aix-en-Provence, Maryse Joissains-Masini, âgée de 78 ans, est victime de plusieurs malaises en public. À la fin de l’année 2020, elle est hospitalisée en unité de soins intensifs pendant une dizaine de jours. Par la suite, elle révèle avoir été victime d'un accident vasculaire cérébral, intervenu après l’annonce de sa condamnation judiciaire et ayant affecté sa vision,.
En octobre 2021, le mois suivant la démission de sa mère de la mairie, Sophie Joissains annonce que celle-ci est atteinte d'un cancer et qu’elle a été opérée au centre hospitalier du pays d'Aix, dans l’attente d'un traitement de l’Institut Paoli-Calmettes.

## Parcours politique

### Ascension à la mairie d’Aix-en-Provence
Maryse Joissains-Masini est candidate divers droite aux élections municipales de 2001 à Aix-en-Provence, dix-huit ans après son ex-mari. Elle doit affronter au premier tour une liste RPR conduite par Jean Chorro et une liste UDF menée par François-Xavier de Perreti. Alors que les sondages la donnent battue durant toute la campagne, elle arrive en deuxième position du premier tour, avec 16,4 % des voix, loin derrière le sénateur et maire sortant socialiste, Jean-François Picheral (33,1 %). Avec 9,8 % des suffrages, la liste d’extrême droite (MNR) conduite par Damien Bariller échoue de justesse à se maintenir au second tour.
Entre les deux tours, alors qu'une quadrangulaire est possible, les trois listes de droite (DVD, RPR et UDF) fusionnent avec Maryse Joissains-Masini comme chef de file, tandis que le candidat socialiste, convaincu de sa réélection, refuse une fusion avec la liste divers gauche de son ancien adjoint Lucien Ambroggiani, soutenu par le PCF (8,1 %). Lors du second tour, la liste socialiste est, à la surprise générale, défaite par celle conduite par Maryse Joissains : avec 50,6 % des suffrages, elle devance de 533 voix celle du maire sortant, en partie fragilisé par un rapport de la chambre régionale des comptes qui faisait état de la mauvais gestion de la ville et par l'absence de triangulaire au second tour,.
Maryse Joissains-Masini est élue maire le 25 mars 2001 par le nouveau conseil municipal et attribue le poste de chef de cabinet à son ex-mari. Le tribunal administratif estimera, sept ans après, que le contrat et ses avenants étaient illégaux et rédigés sur la base d’une rémunération excessive (environ 476 000 € en sept ans).

### Députée de la14ecirconscriptiondes Bouches-du-Rhône
Quelques mois plus tard, Maryse Joissains-Masini est candidate aux élections législatives dans la 14e circonscription des Bouches-du-Rhône, sous l'étiquette Union pour la majorité présidentielle. Arrivée en tête du premier tour, elle est élue députée au second, avec 58,1 % des suffrages, face à une radicale de gauche.
Sollicitant un nouveau mandat, elle arrive en tête du premier tour des élections législatives de 2007, avec 44,63 % des voix exprimées. Le 14 juin 2007, elle affronte son adversaire socialiste sur France 3 Méditerranée : les questions du logement et de l'environnement y sont notamment abordées. Lors du second tour, le 17 juin, Maryse Joissains-Masini est réélue avec 54,9 % des voix, contre 45,1 % à son adversaire Alexandre Medvedowsky.
Le 29 juin 2007, elle inaugure le Grand théâtre de Provence, érigé sous son impulsion, en compagnie de Christine Albanel, ministre de la Culture. La même année, Maryse Joissains attribue le poste d’adjointe à la culture et à la politique à sa fille, qui avait dirigé son cabinet à la communauté d’agglomération du pays d’Aix (CPA), que l'édile préside depuis 2002.
Elle perd son mandat de députée à l’issue des élections législatives de 2012, battue par le socialiste Jean-David Ciot, élu avec 53,5 % des voix.

### Réélections à la mairie d’Aix-en-Provence
Candidate à un deuxième mandat en 2008, Maryse Joissains-Masini fait savoir qu'elle entend continuer à diriger la ville avec un cercle restreint de fidèles afin d'éviter les luttes de pouvoir au sein de sa majorité. Arrivée en tête du premier tour, sa liste l’emporte au second avec 44,3 % des suffrages contre 42,9 % à la liste de gauche et 12,8 % à celle du Mouvement démocrate. Le 21 mars, Maryse Joissains-Masini est réélue maire par le conseil municipal, puis, le 18 avril suivant, présidente de la communauté d'agglomération du pays d'Aix, alors que l'opposition n'a pas présenté de candidat.
En juin 2009, à la suite d'un recours formé par son ancien adjoint Stéphane Salord, le Conseil d'État invalide ces dernières élections en raison de la diffusion d’un tract anonyme aux « propos et insinuations inadmissibles ». De nouveau candidate, Maryse Joissains-Masini doit faire face, entre les deux tours, à la fusion des listes PS-MoDem d’Alexandre Medvedowsky et Les Verts-Partit occitan d’Hervé Guerrera ; cette liste d'opposition reçoit le soutien des deux listes éliminées au premier tour (celle divers droite de Stéphane Salord et la liste communiste), la presse qualifiant cette situation de « front anti-Joissains » hétéroclite,,. Alors qu'un sondage la donne battue, plusieurs responsables de la majorité présidentielle viennent soutenir la maire sortante. Lors du second tour, le 19 juillet, sa liste l’emporte finalement avec seulement 50,2 % et 187 bulletins de majorité,. Le 29 juillet, elle est réélue à la présidence de la communauté d'agglomération du pays d'Aix avec 119 voix sur 120.
Alors qu’elle brigue un troisième mandat en 2014, sa liste UMP-UDI doit faire face à huit autres listes au premier tour, dont une UDI et une conduite par son ancien allié François-Xavier de Perreti. Au second tour, alors que la tête de liste centriste-divers droite Bruno Genzana s’est désisté et que de Perreti n’était pas en mesure de se maintenir, elle gagne avec 52,6 % contre la liste de gauche menée par Édouard Baldo et celle du Front national de Catherine Rouvier, qui obtiennent respectivement 36,5 % et 10,9 % des suffrages. Maryse Joissains-Masini est alors l’une des six femmes élues dans une ville de plus de 100 000 habitants et la seule femme UMP à être élue parmi les 20 nouveaux maires UMP.
En 2020, sa candidature à un quatrième mandat est longtemps mise en doute en raison de sa condamnation à un an d’inéligibilité, mais celle-ci est cassée le mois précédent le premier tour (voir infra). Refusant l’idée d'une alliance avec le Rassemblement national tout en précisant qu’elle refuse de critiquer ce parti, elle prend sa fille en troisième position sur sa liste,. La République en marche, parti du président Emmanuel Macron, fixe alors Aix-en-Provence comme l’une de ses conquêtes possibles. Mais la liste de la maire sortante arrive en tête du premier tour (30,3 %), puis du second tour (43,5 %) dans le cadre d’une triangulaire avec la liste LREM de la députée Anne-Laurence Petel (32,1 %) et celle d’union de la gauche de Marc Pena (24,3 %). Elle est réélue maire par le conseil municipal le 3 juillet et devient vice-présidente de droit de la Métropole d'Aix-Marseille-Provence.
La présence de Rémy Perrad, président de l'Union nationale inter-universitaire Aix-Marseille, sur sa liste aux élections municipales de 2020 donne lieu à une polémique locale. Gaëlle Lenfant, élue de l'opposition municipale, fustige la proximité de la maire avec une organisation étudiante « très proche de l’extrême droite » et leur reproche des affiches « très limite »,. De son côté, Marc Pena s'indigne d'un tweet du jeune militant dans lequel il affirme que « Les CGTistes sont des racailles mais ça, c'est pas nouveau... les privilégiés impossible à virer contre les courageux salariés », des propos « [flirtant] avec l'extrême droite » selon le candidat de gauche. Défendu par Maryse Joissains, Rémy Perrad annonce déposer une plainte pour diffamation au nom de l'UNI et récuse tout lien avec l'extrême droite « Avec Génération identitaire, l’Action française ou le Bastion social, nous n’avons pas de très bons rapports. Notamment quand ils s’invitent sur les facs et nous considèrent comme ne valant pas mieux que l’Unef. Car on est de droite mais pas d’extrême droite ».

### Démission de son mandat de maire
Invoquant la dégradation de son état de santé, Maryse Joissains-Masini annonce le 1er septembre 2021, à l’âge de 79 ans, son intention de démissionner de son mandat de maire d’ici au 15 septembre suivant. Lors du conseil municipal du 24 septembre, sa fille Sophie Joissains lui succède, tandis qu'elle devient deuxième adjointe, chargée de la Politique de la ville et de la Protection animale. Elle démissionne de l'ensemble de ses mandats électoraux le 17 novembre 2021, notamment de la présidence du conseil de territoire du Pays d'Aix, à la suite de sa condamnation pour trafic d'influence et détournement (voir infra).

## Prises de position et actions

### Ligne politique
Dans les années 2010, Maryse Joissains-Masini est membre du courant La Droite populaire. Elle affirme en mai 2012 à La Provence : « Les valeurs qu'a Marine Le Pen, je les ai toujours défendues ». Le Nouvel Observateur, dans un article de 2004, rapportait déjà les propos suivants : « Je constate que la droite est majoritaire si l’on englobe les voix du Front national ». Elle signe, en 2004, un amendement parlementaire visant le rétablissement, dans certains cas liés au terrorisme, de la peine de mort.
Refusant toute alliance avec le Front national puis le Rassemblement national lors des élections municipales à Aix-en-Provence, elle précise ne pas vouloir « jeter l'anathème ou l'opprobre » sur ce parti et refuser de « critiquer » Marine Le Pen ou Marion Maréchal.

### À l'Assemblée nationale
Les principaux travaux et interventions de Maryse Joissains-Masini portent sur la réforme des collectivités locales, la réforme des retraites, la protection des emprunteurs et la politique du logement,. Au cours du mandat 2007-2012, Maryse Joissains-Masini dépose six propositions de lois écrites, signe 203 propositions de lois et pose 281 questions écrites.

### Colonisation et Algérie française
Comme d'autres membres de La Droite populaire, elle se prononce contre la vision exprimée par Rachid Bouchareb dans son film Hors la loi. Impliquée dans les questions mémorielles, critiquant par exemple la « repentance des autorités » à propos de la guerre d'Algérie, Maryse Joissains-Masini a soutenu l'annulation d'une exposition consacrée à Albert Camus ainsi qu'une manifestation consacrée au cinquantenaire de l’indépendance algérienne,. En 2010, elle fait « citoyen d'honneur de la ville d'Aix » Jean-Pax Méfret, défenseur de l'Algérie française. L'édile a également déclaré ne pas être opposée à la création d'une « rue Bastien-Thiry » dans sa ville.

### Expulsion des Roms d'Aix-en-Provence
En avril 2012, elle déclare à la presse : « Je ne veux plus un seul Rom sur ma commune »,.

### Élection de François Hollande en 2012
Pendant la campagne présidentielle de 2012, Maryse Joissains-Masini envoie aux habitants d'Aix-en-Provence un courrier pour les inviter à voter Nicolas Sarkozy, estimant que François Hollande et les socialistes représentent un danger pour la France, et évoquant les « 100 millions de morts causés par le communisme dans le monde »,.
Après l’élection, remportée par Hollande, elle déclare : « Je ne pense pas que François Hollande soit légitime parce qu'il y arrive après un combat anti-démocratique comme on ne l'a jamais vu dans ce pays et que par voie de conséquence, je ne me sens pas liée par ce président de la République que j'estime illégitime ». Elle estime qu’il est un « danger pour la République » et qu’il n'a pas le « physique » d'un président de la République. Elle adresse une requête au Conseil constitutionnel demandant l'annulation de l'élection présidentielle, invoquant le « dépassement des comptes de campagne », la « propagande abusive ayant entaché fortement l'équilibre du scrutin » et la « complicité d'infraction à la loi syndicale ». Mais le recours, adressé hors délai, ne peut être examiné,.

### Métropole d'Aix-Marseille-Provence
En 2015, en plein débat sur la future métropole d'Aix-Marseille-Provence, Maryse Joissains fait placarder sur des supports publicitaires de la commune d'Aix-en-Provence des affiches contre la métropole signés de son nom et de celui de la ville d'Aix.
Au lendemain de l'élection de Jean-Claude Gaudin à la tête de la métropole lors du premier conseil métropolitain le 9 novembre 2015, Maryse Joissains déclare « être en guerre » et refuse la légitimité du scrutin. Par ailleurs, elle saisira le Conseil constitutionnel jugeant la loi MAPAM régissant les métropoles de Marseille et Paris comme anti-démocratique. Le conseil validera le bien fondé de cette loi. Pour calmer les esprits, Jean-Claude Gaudin démissionnera de ses fonctions pour se faire réélire la semaine suivante.

## Affaires judiciaires

### Plainte pour diffamation
En 2004, elle attaque pour diffamation, en son nom et au nom de la ville d'Aix-en-Provence, Le Nouvel Observateur pour un article intitulé « Maryse Joissains est-elle à la hauteur ? » qui porterait selon elle atteinte à son « honorabilité » et à son « honneur ». Deux ans plus tard, elle est déboutée et condamnée, avec la ville, à payer 1 500 euros.

### Jugement pour trafic d'influence et détournement
Dans le cadre d'une enquête sur des emplois présumés de complaisance, elle est mise en examen en avril 2014 pour trafic d'influence et détournement de fonds publics. Réfutant les accusations, elle soutient qu'il n’y a eu « ni enrichissement personnel, ni préjudice pour la commune ». Jugée en appel en mai 2019, elle est condamnée à six mois de prison avec sursis et un an d'inéligibilité, une peine moins lourde qu’en première instance,. En raison du caractère suspensif du pourvoi en cassation qu’elle forme dans la foulée, elle peut rester maire. Le 19 février 2020, la Cour de cassation n’infirme pas la décision de culpabilité mais, pour une erreur de droit, casse la décision d’inéligibilité, renvoyant l'élue pour être jugée à nouveau devant la cour d'appel de Montpellier. L'annulation de sa peine d’inéligibilité permet à Maryse Joissains de se présenter aux élections municipales de mars 2020. Le 7 décembre 2020, la cour d'appel aggrave la sanction en la condamnant à huit mois de prison avec sursis et trois ans d’inéligibilité. Un nouveau pourvoi en cassation, suspensif, lui permet de rester en fonction. En novembre 2021, la Cour de cassation rejette le recours de Maryse Joissains-Masini contre le jugement de la cour d’appel de Montpellier, ce qui rend effective sa condamnation à huit mois de prison avec sursis, trois ans d’inéligibilité et suspension de ses droits civiques,.

## Détail des mandats et fonctions

### À l’Assemblée nationale
- 19 juin 2002 – 20 juin 2012 : députée de la 14e circonscription des Bouches-du-Rhône.

### Au conseil régional de Provence-Alpes-Côte d'Azur
- 1983-1986 : conseillère régionale de Provence-Alpes-Côte d'Azur.

### Au Pays d'Aix et à Aix-Marseille-Provence
- 4 avril 2001 – 17 novembre 2021 : présidente de la communauté d'agglomération du Pays d'Aix puis du territoire du Pays d'Aix.
- 6 juillet 2020 – 17 novembre 2021 : vice-présidente de droit de la Métropole d'Aix-Marseille-Provence.

### À la mairie d’Aix-en-Provence
- 18 mars 1983 – 24 mars 1989 : première adjointe au maire d'Aix-en-Provence.
- 25 mars 2001 – 24 septembre 2021 : maire d'Aix-en-Provence.
- 24 septembre 2021 – 17 novembre 2021 : deuxième adjointe à la maire d'Aix-en-Provence, chargée de la Politique de la ville et de la Protection animale.

## Synthèse des résultats électoraux

### Élections législatives
| Année | Parti  | Parti | Circonscription          | 1er tour | 1er tour | 1er tour | 2d tour | 2d tour | 2d tour |
| Année | Parti  | Parti | Circonscription          | Voix     | %        | Rang     | Voix    | %       | Issue   |
| ----- | ------ | ----- | ------------------------ | -------- | -------- | -------- | ------- | ------- | ------- |
| 2002  |        | UMP   | 14e des Bouches-du-Rhône | 20 882   | 35,1     | 1re      | 30 701  | 58,1    | Élue    |
| 2007  | 26 872 | UMP   | 14e des Bouches-du-Rhône | 44,6     | 1re      | 31 417   | 54,9    | Élue    |         |
| 2012  | 15 675 | UMP   | 14e des Bouches-du-Rhône | 28,5     | 2e       | 25 107   | 46,5    | Battue  |         |

### Élections municipales
Les résultats ci-dessous concernent uniquement les élections où elle est tête de liste.
| Année | Parti  | Parti | Commune         | 1er tour | 1er tour | 1er tour | 2d tour | 2d tour | 2d tour | Sièges  | Sièges  |
| Année | Parti  | Parti | Commune         | Voix     | %        | Rang     | Voix    | %       | Rang    | CM      | CC      |
| ----- | ------ | ----- | --------------- | -------- | -------- | -------- | ------- | ------- | ------- | ------- | ------- |
| 2001  |        | DVD   | Aix-en-Provence | 6 725    | 16,4     | 2e       | 23 103  | 50,6    | 1re     | NC      |         |
| 2008  |        | UMP   | Aix-en-Provence | 17 516   | 33,8     | 1re      | 24 692  | 44,3    | 1re     | 40 / 55 |         |
| 2009  | 16 745 | UMP   | Aix-en-Provence | 42,6     | 1re      | 21 617   | 50,2    | 1re     | 42 / 55 |         |         |
| 2014  | 19 650 | UMP   | Aix-en-Provence | 37,8     | 1re      | 26 942   | 52,6    | 1re     | 42 / 55 | 26 / 34 |         |
| 2020  |        | LR    | Aix-en-Provence | 9 507    | 30,3     | 1re      | 12 963  | 43,5    | 1re     | 40 / 55 | 13 / 17 |

## Décorations
Le 31 décembre 2001, Maryse Joissains-Masini est nommée chevalier dans l'ordre national de la Légion d'honneur pour ses
31 ans d'activités professionnelles et de fonctions électives. Par décret du Président de la République en date du 21 octobre 2022, elle est suspendue pour une durée de 5 ans de l’exercice des droits et prérogatives attachés à sa qualité de chevalier de la Légion d’honneur et, durant le même temps, est privée du droit de porter les insignes de toute décoration française ou étrangère ressortissant à la grande chancellerie de la Légion d’honneur et suspendue pour une durée de huit ans, de l’exercice des droits et prérogatives attachés à sa qualité de chevalier de l’ordre national du Mérite pour « prise illégale d’intérêt et détournement de fonds publics ».